# Prelude to Axanar
Prelude to Axanar é um fan film baseado na franquia Star Trek.